# Jamie Lynn Spears
Jamie Lynn Marie Spears (ur. 4 kwietnia 1991 w McComb w stanie Missisipi) – amerykańska aktorka niezawodowa, piosenkarka i celebrytka. Młodsza siostra Britney Spears.

## Życiorys
Zadebiutowała w programie rozrywkowo-młodzieżowym All That. Zagrała małą rolę u boku siostry Britney w Crossroads. Wystąpiła w paru reklamach, grała główną rolę w młodzieżowym serialu Zoey 101. Uczęszczała do Parklane Academy, prywatnej szkoły w McComb w Mississippi.
W listopadzie 2013 wydała debiutancki singiel „How Could I Want More”, który utrzymała w stylu country. Jesienią 2023 wystąpi w 32. edycji programu Dancing with the Stars.

### Życie prywatne
W grudniu 2007 ujawniła, że jest w ciąży z Caseyem Aldridgem. Redakcja czasopisma „OK!” zaproponowała wówczas 16-letniej celebrytce 1 mln dol. w zamian za publikację pierwszych zdjęć jej dziecka. 19 czerwca 2008 urodziła córkę Maddie Briann Aldridge w szpitalu Mississippi Southwest Regional Medical Center.
14 marca 2014 wyszła za Jamiego Watsona podczas ceremonii w Nowym Orleanie.

## Nagrody
Kids’ Choice Awards, USA
- 2008: Ulubiona aktorka telewizyjna – Nominacja
- 2007: Ulubiona aktorka telewizyjna – Nominacja
- 2006: Ulubiona aktorka telewizyjna – Wygrana
- 2004: Ulubiona aktorka telewizyjna – Nominacja

Teen Choice Awards
- 2007: Ulubiona Młoda Serialowa Aktorka – Wygrana
- 2006: Ulubiona Młoda Serialowa Aktorka – Wygrana
- 2005: Ulubiona Młoda Serialowa Aktorka – Nominacja

Young Hollywood Awards
- 2005 One to Watch-Female – Wygrana

## Filmografia
- 2002: Crossroads – Dogonić marzenia jako Mała Lucy
- 2004: Nick Takes Over the Superbowl jako ona sama
- 2005-2008 Zoey 101 jako Zoey Brooks
- 2006: Zoey 101: Spring Break-up jako Zoey Brooks
- 2008: Miss/Guided jako Mandy Ferner
- 2008: Złotowłosa i 3 misie jako Złotowłosa (dubbing)
- 2009: Wredne Dziewczyny 2 jako Chelsea Brimmir
- 2023: Zoey 102 jako Zoey Brooks